# Griesheim-sur-Souffel
Griesheim-sur-Souffel település Franciaországban, Bas-Rhin megyében. Lakosainak száma 1223 fő (2022. január 1.). Griesheim-sur-Souffel Dingsheim, Mittelhausbergen, Mundolsheim, Niederhausbergen, Oberhausbergen, Pfulgriesheim és Stutzheim-Offenheim községekkel határos.

## Népesség
A település népességének változása:
| Lakosok száma | 1122 | 1109 | 1133 | 1125 | 1163 | 1201 | 1238 | 1231 | 1223 |
|               | 2013 | 2015 | 2016 | 2017 | 2018 | 2019 | 2020 | 2021 | 2022 |